# 桥式起重机
桥式起重机（英語：或overhead travelling crane），俗称天车，工业环境中的一种常见起重机，其取物装置悬挂在能沿桥架运行的起重小车、葫芦或臂架起重机上，且桥架梁通过运行装置直接支承在轨道上。

## 名称

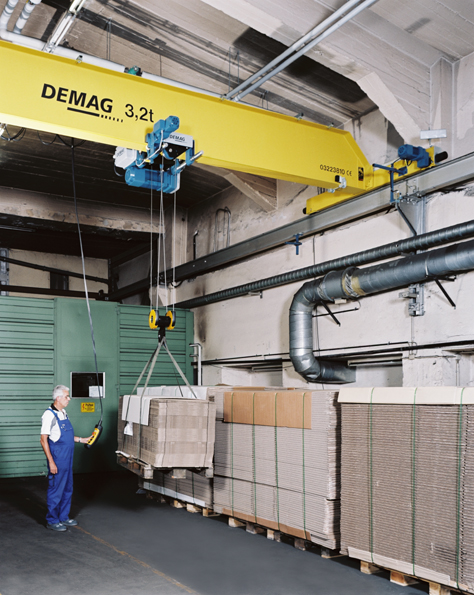
正在作业的桥式起重机，图中黄色的为可沿轨道运行的桥架梁，蓝色的为可沿桥架运行的葫芦 (设备)，电葫芦下方通过绳索连接的是取物装置吊钩

桥式起重机，也称高架起重机，俗称“天车”，其对应的英文名称有“overhead travelling crane”、“overhead crane”和“bridge crane”等。桥式起重机是桥架型起重机（overhead type crane）的一种，桥架型起重机俗称“行车”、“行吊”，因此桥式起重机也可被称为“行车”。同属桥架型起重机的还有门式起重机（gantry crane或goliath crane）和半门式起重机。门式起重机和桥式起重机的区别主要在于桥架梁一个是直接支承在轨道上，一个是通过支架支承在轨道上。由于两者十分相近，所以也有用门式起重机的俗称“龙门吊”来称呼桥式起重机的。

## 结构

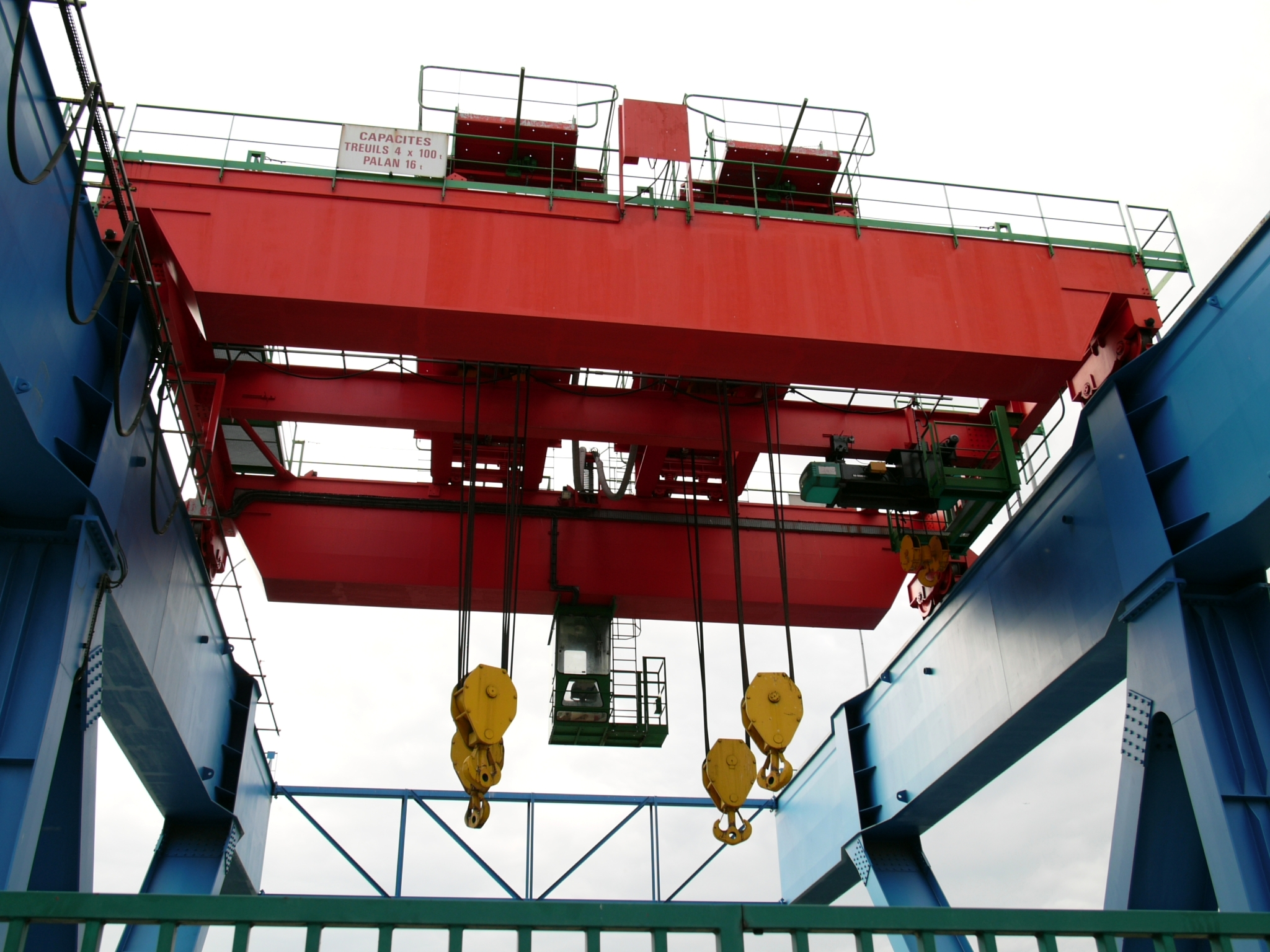
装备有多根承重梁和多套提升机构的桥式起重机

桥式起重机一般由桥架（又称大车）、大车移行机构、装有提升机构的小车、操纵室、电气系统等部分组成。

### 桥架
桥架（英語：bridge），由主梁、端梁、走台等部分组成，是桥式起重机的基本。主梁又称承重梁，一般为箱型、桁架、腹板、圆管等结构型式，上面设有导轨，供小车在上面移动，主梁自身则依靠大车移行机构的驱动，沿桥式起重机轨道方向移动，在车间（厂房）内的桥式起重机，大车可沿车间长度方面移动。主梁通过两端的端梁支承在起重机轨道上，端梁由板梁或桁架、车轮组等组成。除了主梁和端梁之外，有的桥架安有走台，走台边沿设有安全栏杆，大车移行机构和小车供电装置一般安装在走台之上。大车移行机构为大车提供运行的动力，主要包括大车拖动电动机、传动轴、联轴节、减速器、车轮及制动器等部件。
根据承重梁的多少，桥架可分为单梁桥架（single-girder bridge）、双梁桥架（double-girder bridge）和多梁桥架（mutli girder bridge）；根据起重机和轨道的相对位置可分为沿轨道顶面运行的支撑桥架（top running bridge）和沿轨道梁下翼缘运行的悬挂桥架（underslung bridge）。

### 小车与提升机构
小车（英語：或）或称起重小车，安放在桥架导轨上，可以沿桥架方向移动，也就是说对于车间（厂房）内的桥式起重机，小车可以顺车间宽度方向移动。小车主要由小车架、小车移行机构和提升机构等组成。起重量在15t以下的桥式起重机，一般仅装备一套提升机构，而15t以上的则一般备有两套，即主钩与副钩。小车移行机构包括小车电动机、制动器、联轴节、减速器及车轮等；小车电动机经减速器驱动小车主动轮，拖动小车沿导轨移动，由于小车主动轮相距较近，故由一台电动机驱动。
提升机构包括提升电动机、减速器、卷筒、制动器、吊钩等；提升电动机经联轴节、制动轮与减速器联接，减速器的输出轴与缠绕钢丝绳的卷筒相联接，钢丝绳的另一端装有吊钩，当卷筒转动时，吊钩就随钢丝绳在卷筒上的缠绕或放开而上升与下降。除吊钩外，常见的取物装置还有抓斗和电磁吸盘。

### 操作方式

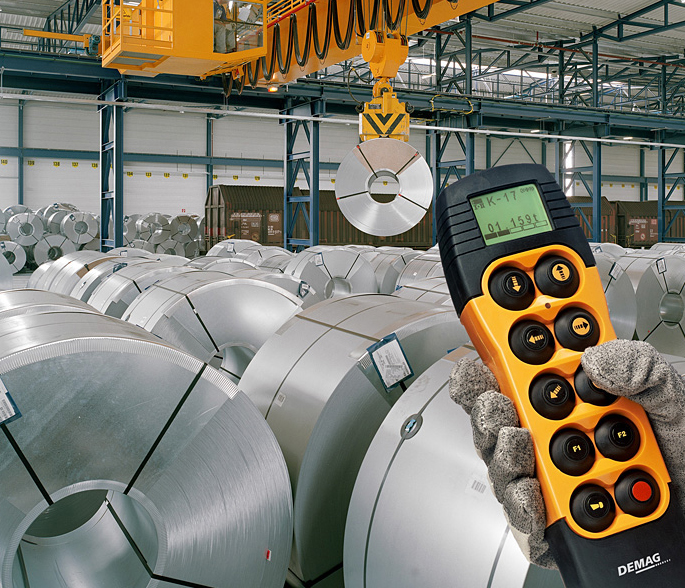
无线操作所使用的遥控器

桥式起重机主要有司机室操作、有线操作、无线操作和多点操作等操作方式。司机室操作是起重机司机在操作吊舱中通过手柄、按钮等来操作起重机的一种方式，而有线和无线操作则是通过有线或无线手柄来实现操作。司机室又称操纵室、驾驶室，室内有大、小车移行机构控制装置、提升机构控制装置以及起重机的保护装置等。司机室一般固定在主梁的一端，也有少数装在小车下方随小车移动或安装在主梁中央的。